# Pteroglossus
Pteroglossus или арасарији су род птица из породице тукана. То су птице средње величине, светло обојеног перја и огромних, контрастно обојених кљунова. Настањују Централну и Јужну Америку. Све врсте се углавном хране воћем, мада понекад могу и инсектима или неким другим ситним пленом. Станиште им је на дрвећу, у рупама које саме праве. У њих полажу 2-4 бела јаја. Оно што је необично за овај род тукана и по чему се разликују од осталих је то да су арасарији друштвене птице и да време углавном проводе у друштву припадника своје врсте. Као и код рода Ramphastos, и код овог рода се сумња да на свим, или на великој већини врста паразитира ваш Austrophilopterus flavirostris, са изузетком зеленог арасарија.

## Таксономија
Једна врста, шафранов тукан, формално је смештена у монотипски род Baillonius, али су научници 2004. потврдили да и она припада роду Pteroglossus.

### Списак врста
Врсте из рода Pteroglossus:
- Шафранов тукан
 (Pteroglossus bailloni)
- Pteroglossus viridis
- Pteroglossus inscriptus
- Pteroglossus torquatus
- Црноврати арасари
 (Pteroglossus aracari)
- Кестењастоухи арасари
 (Pteroglossus castanotis)
- Pteroglossus pluricinctus
- Златокљуни арасари
 (Pteroglossus azara)
- Ћубасти арасари
 (Pteroglossus beauharnaesii)
- Црвеноврати арасари
 (Pteroglossus bitorquatus)
- Pteroglossus mariae
- Црвенокљуни арасари
 (Pteroglossus frantzii)
- Пругасти арасари
 (Pteroglossus sanguineus)
- Pteroglossus erythropygius